# Эскадренные миноносцы типа «Жорж Леги»
Эскадренные миноносцы типа «Жорж Леги́» (Type F70) — серия из семи эсминцев ВМС Франции. Предназначены для борьбы с подводными лодками в составе поисково-ударных групп, десантных соединений, конвоев и в автономном режиме. В процессе модернизации получили также средства для борьбы с кораблями противника (ПКР «Экзосет») и ЗРК самообороны.
По состоянию на конец 2022 года все корабли проекта списаны и готовятся к утилизации.

## История
Начало проектирования эсминца относится к 1970 году. Проект предусматривал противолодочный и противовоздушный вариант корабля в одинаковых корпусах. Противолодочным вариантом корабля стали эсминцы типа «Жорж Леги», противовоздушным — эсминцы типа «Кассар».
Основным требованием была хорошая мореходность для кругологодичного использования в Северной Атлантике, большая автономность и запас хода.

## Конструкция
Корпус корабля стальной, разделённый на 17 отсеков водонепроницаемыми переборками, доходящими до верхней палубы. Набор продольный с рамными шпангоутами, двойное дно на большей части длины корпуса.
Особенностью корпуса являются полные кормовые обводы с большим подзором и невысокой крейсерской кормой. Носовой обтекатель ГАС не выходит за пределы форштевня. Для повышения мореходности при небольшой высоте надводного борта верхняя палуба в носовой части имеет небольшой наклон (около 5°). В корме имеется рецесс для размещения оборудования буксируемой ГАС. Средняя высота межпалубного пространства составляет 2,6 м. Проход по всей длине корпуса расположен в диаметральной плоскости второй палубы, в районе дымовых труб он смещен к левому борту. Боевой информационный пост расположен рядом с ходовым мостиком.
Корабль оборудован успокоителями качки в виде бортовых управляемых рулей и двумя парами скуловых килей.
Надстройки полностью стальные, образуют два блока (носовой и кормовой), между которыми расположены дымоходы. На последних трёх кораблях серии ходовой мостика поднят вверх и сдвинут в корму (для уменьшения затапливаемости), а штурманская рубка перемещена на ярус выше.
Для действий в условии применения средств массового поражения система вентиляции оборудована фильтрами, есть система наддува внутренних помещений, водная завеса, пункт дезактивации.

## Двигательная установка
Главная энергетическая установка дизель-газотурбинная, выполненная по схеме CODOG. Маршевые двигатели — 2 дизеля SEMT Pielstick 16PA6-V280 суммарной мощностью 10 400 л. с., форсажные двигатели — две газовые турбины TM3B «Olympus» фирмы «Роллс-Ройс» суммарной мощностью 52 000 л. с. Двигатели смонтированы на амортизирующих опорах и ударостойких фундаментах. Электроснабжение обеспечивается 4 дизель-генераторами мощностью по 850 кВт каждый.
Двигательная установка расположена в четырёх отсеках. В первом и третьем отсеках размещаются по 2 дизель-генератора, во втором отсеке — газотурбинные двигатели с редукторами, в четвёртом — дизели с редукторами.
Движители — два винта регулируемого шага. Запас топлива составляет 600 т. Скорость полного хода — 30 узлов, максимальная скорость под дизелями — 20 узлов, экономическая скорость — 18 узлов. Экономическая скорость обеспечивается работой одного дизеля на максимальной мощности или двух дизелей в оптимальном с точки зрения расхода топлива режиме. Впервые во французском флоте применено унифицированное топливо для дизелей и ГТД.

## Вооружение

### Противолодочное оружие
Основным противолодочным оружием корабля являются 550-мм торпедные аппараты KD-59E для противолодочных торпед ECAN L5 Mod 4 (боезапас 10 торпед). Управление стрельбой осуществляется с помощью ПУТС DLT L4 (первые 4 корабля) или DLT L5 (остальные корабли). Целеуказание обеспечивается ГАС в носовом бульбовом обтекателе DUBV 23D (первые 4 корабля) или DUBV 24C (остальные корабли) и ГАС в буксируемом обтекателе DUBV 43B (первые 3 корабля) или DUBV 43C (остальные корабли). Масса буксируемого аппарата составляет 10 т, глубина погружения 700 м (до модернизации — 200 м). D644 Primauguet дополнительно оснащён гибкой протяжённой буксируемой антенной DUBV 61B.
На всех кораблях установлена противоторпедная система SLQ-25A Nixie и по 4 плавучих ложных цели «Replica».

### Противокорабельные ракеты
Первые два корабля серии вооружены противокорабельными ракетами MM.38 «Экзосет», на остальных пяти кораблях установлена модификация этой ракеты MM.40 с увеличенной дальностью. Ракеты размещены в одноконтейнерных пусковых установках в средней части надстройки. Боезапас для перезарядки не предусмотрен.

### Средства ПВО
Основным зенитным оружием является ЗРК «Crotale Naval». 8-контейнерная пусковая установка расположена в кормовой части надстройки над вертолётным ангаром, боезапас составляет 24 ракеты R400N. Стрельба обеспечивается СУО EDIR с радаром управления оружием «Crotale». ЗРК установлен в результате модернизации, заменив кормовую 100-мм артиллерийскую установку.
Установлены также две 20-мм скорострельные зенитные артиллерийские установки «Эрликон» Mk 10 Mod 33 побортно в средней части корабля (боезапас 5600 выстрелов). На последних 4 кораблях серии они были заменены спаренной пусковой установкой Simbad для ракет Mistral (боезапас 12 ракет).
В процессе реконструкции на первых четырёх кораблях серии вместо всего перечисленного была установлена 6-контейнерная пусковая установки Sadral для ракет Mistral (боезапас 36 ракет) и два 30-мм автомата Breda/Mauser (боезапас 4200 выстрелов).

### Артиллерия
На корабле установлена 100-мм артиллерийская установка CADAM Mk 68-II с длиной ствола 55 калибров. Боезапас составляет 600 выстрелов. На первых четырёх кораблях стрельба обеспечивается СУАО «Vega» с РЛС DRBC 32E, инфракрасным датчиком SAT «Murene» и оптоэлектронным визиром CSEE «Панда». На последних трёх кораблях установлена СУАО CTMC с РЛС DRBC 33E и тем же инфракрасным датчиком и оптоэлектронной системой.

### Боевые информационные системы
Основу боевых систем корабля составляет БИУС SENIT 8 (SARA). Корабль оснащён системами обмена тактической информацией Link 11 и Link 14, а также системой спутниковой связи «Syracuse-II». SENIT 8 в процессе модернизации заменила первоначально установленную систему SENIT 4.

### Радары
На первых четырёх кораблях серии установлены радары поиска высотных целей DRBV 26 и радары поиска высотных и низколетящих целей DRBV 51C. На трёх последних кораблях эти два радара заменены одним DRBV 15A.
На всех кораблях установлено по две навигационных РЛС DRBN 32 (тип 1226C).

### Средства электронного противодействия
Средства радиотехнической разведки (РТР) на первых четырёх кораблях включают станции ARBR 16 (DR-2000S), ARBR 11B, ARBX 10, Telegon-4, DIBV-2A(«Vampir»). Станция постановки активных помех — ARBB 36A.
Три последние корабля серии несут станции РТР ARBR 17B (DR-4000) и ARBG 1A Saigon. Станция постановки активных помех — ARBB 32B.
Для постановки пассивных помех используются две 127-мм 10-ствольные пусковые установки AMBL 1C «Dagaie» Mk 2.

### Авиация
Обеспечивается базирование двух вертолётов Westland Lynx в палубном ангаре. Имеется светотехническое оборудование и система принудительной посадки вертолёта SPHEX «Compact-II».

## Модернизация
Начиная с 1996 года корабли этого типа (кроме головного) проходили модернизацию по программе OP3A (фр. Opération de l'Amélioration de l'Auto défense Antimissile, улучшение противоракетной самообороны). Корабли были вооружены ЗРК самообороны SADRAL или SIMBAD с ракетами Mistral, 30-мм артиллерийскими установками OTO Breda/Mauser вместо 20-мм АУ Oerlikon, оптико-электронными системами DIBC 2A (Sagem Vigy 105), инфракрасной системой DIBV 2A («Vampir»), системой РТР и станциями постановки активных помех ARBB 36A или ARBB 32B. Новое вооружение обеспечивало самооборону корабля в радиусе 10 км. Системы управления были размещены в специальной надстройке над ходовым мостиком.

## Обитаемость
Рядовой состав размещается на трёхъярусных койках в 9-18-местных выгородках, унтер-офицеры — на двухъярусных койках в 2-12-местных выгородках и каютах. К выгородкам примыкают помещения для отдыха. Офицерские каюты 1-4-местные.

## Ссылки

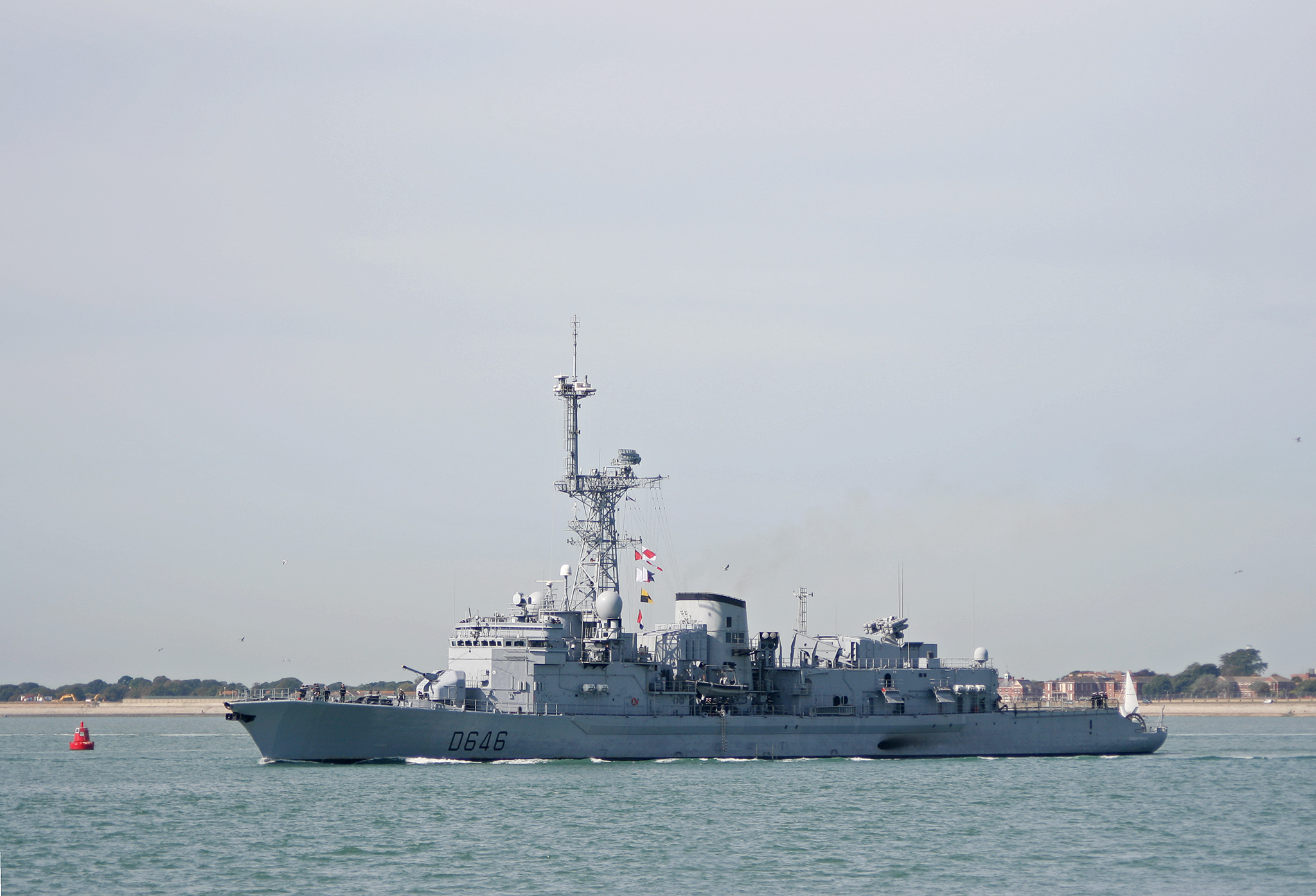
The Georges Leygues class frigate Latouche-Tréville departing Portsmouth Naval Base, UK, 21 September 2009.

## Состав серии
| Номер | Название          | Верфь | Заложен    | Спущен     | В строю    | Списан     | Порт приписки | Значение названия    | Примечания |
| ----- | ----------------- | ----- | ---------- | ---------- | ---------- | ---------- | ------------- | -------------------- | ---------- |
| D640  | Georges Leygues   | DCN   | 16.09.1974 | 17.12.1976 | 10.12.1979 | 30.07.2013 | Брест         | Леги                 | Волнолом   |
| D641  | Dupleix           | DCN   | 17.10.1975 | 02.12.1978 | 16.06.1981 | 06.2015    | Тулон         | Дюплеи́               | Волнолом   |
| D642  | Montcalm          | DCN   | 05.12.1975 | 31.05.1980 | 28.05.1982 | 03.07.2017 | Тулон         | Монкальм             | [ 1 ]      |
| D643  | Jean de Vienne    | DCN   | 26.10.1979 | 17.11.1981 | 25.05.1984 | 09.01.2019 | Тулон         | Jean de Vienne       | [ 1 ]      |
| D644  | Primauguet        | DCN   | 19.11.1981 | 17.03.1984 | 05.11.1986 | 01.04.2019 | Брест         | de Portzmoguer       | [ 1 ]      |
| D645  | Lamotte-Picquet   | DCN   | 09.02.1982 | 06.02.1985 | 18.02.1988 | 13.10.2020 | Брест         | Picquet de la Motte  | [ 1 ]      |
| D646  | Latouche-Tréville | DCN   | 31.05.1985 | 19.03.1988 | 16.07.1990 | 15.07.2022 | Брест         | de Latouche Tréville | [ 1 ]      |